# Florentino de Carvalho
Florentino de Carvalho, na verdade o pseudônimo de Primitivo Raymundo Soares (Campomanes, província de Oviedo, 3 de março de 1883 — Marília?, 24 de março de 1947) foi um anarcossindicalista nascido na Espanha que viveu no Brasil.

## Biografia

### Primeiros anos, vinda para o Brasil e envolvimento com o anarquismo
Nascido Primitivo Raymundo Soares em 3 de maio de 1883, em Campomanes, província de Oviedo, na Espanha, era filho de José Soares e Francisca Alves. Veio com sua família para o Brasil em 1889, estabelecendo-se em São Paulo. Seu pai, que na Espanha exercera o magistério, iniciou atividade no comércio. Primitivo, por sua vez, iniciou e concluiu os estudos primários no Liceu do Sagrado Coração de Jesus. Procurou continuar os estudos, tentando matricular-se em um escola normal, mas como os recursos de sua família eram poucos, não conseguiu concretizar seu intento. Seu pai, católico fervoroso, tentou convencer o filho a ingressar no seminário de Lorena, no intuito de torná-lo sacerdote, ideia que foi rejeitada por Primitivo.
Por não conseguir continuar os estudos e por não lhe agradar a ideia do sacerdócio, Primitivo ingressou na Força Pública do Estado de São Paulo em 1898, onde logo foi promovido a cabo, recebendo elogios de seus superiores. Pretendendo dedicar-se à veterinária, conseguiu transferência para a enfermaria dos animais quando ainda estava no Corpo de Cavalaria, onde passou dez meses até ser transferido para o 1º Batalhão. Foi promovido a sargento e, em 1901, ao entrar em uma livraria, deparou-se com um exemplar de A Conquista do Pão, de Piotr Kropotkin. A leitura desta obra causou-lhe forte impacto, e Primitivo pediu baixa da Força Pública.
Ao dar baixa da Força Pública, Primitivo mudou-se para Santos com seu pai para trabalhar nas docas, dando início à sua militância junto aos trabalhadores das docas. Seu físico frágil não lhe permitia, porém, suportar o esforço físico exigido pela profissão, e Primitivou passou a exercer, então, o ofício de tipógrafo. A partir daí, iniciou seus estudos, como autodidata, em torno dos problemas sociais. Logo tornou-se um militante anarquista e organizador destacado, e passou a ser visado pela polícia. Envolveu-se na greve dos portuários de 1906, e no ano seguinte teve duas passagens pela polícia, uma em 10 de outubro por publicação de manifesto anarquista, e outra em 1º de dezembro por porte de arma. Em 1908, em São Paulo, registraram-se mais duas passagens pela polícia, ambas por publicação de manifesto anarquista.

### Deportações
No final de 1910, Primitivo foi apontado como uma das lideranças da greve dos portuários de Santos naquele ano, junto do também anarquista e espanhol João Perdigão Gutierrez. Além da sua participação em comícios, protestos e greves, Primitivo também havia fundado uma Escola Moderna no período. Sob o risco de ser deportado, fugiu para a Argentina, onde empreendeu algumas ações junto ao movimento operário argentino e passou a ser visado pela polícia local. Realizou uma série de viagens clandestinas ao Brasil, e em seguida foi preso pela polícia paulista. Como tinha chegado ao Brasil procedente da Argentina, foi enviado de volta. Ao desembarcar, e como também estava sendo procurado pela polícia argentina, foi imediatamente preso e embarcado em um navio para ser deportado à Europa. Como o navio argentino fizera uma escala nas docas de Santos, os trabalhadores da cidade, ao tomarem conhecimento da presença de Primitivo a bordo, iniciaram uma campanha para libertá-lo, provando que ele fez parte da Força Pública paulista entre 1898 e 1901 e salvando-o da deportação. A partir deste acontecimento, adotou o pseudônimo Florentino de Carvalho.
De volta à Santos, Florentino teve um papel ativo no movimento sindical. Junto de outros militantes como Perdigão Gutierrez, Miguel Garrido, Carlos Zabalo e Antonio Vidal, ajudou a dar um caráter explicitamente anarquista ao movimento operário santista. A Federação Operária Local de Santos (FOLS), em 1912, se declarava abertamente anarquista, enquanto a maioria das associações e militantes anarquistas do Brasil, seguindo uma orientação sindicalista revolucionária, adotavam a neutralidade política como um princípio para a ação sindical. O envolvimento nas greves dos estivadores em julho de 1912 fez com que Florentino fosse novamente deportado, e dessa vez, as autoridades ignoraram a proteção outorgada pela Lei Adolfo Gordo que impedia a expulsão de estrangeiros que tivessem pelo menos dois anos ininterruptos de residência no Brasil. Florentino de Carvalho afirmou que sua detenção, aprisionamento e posterior expulsão não passaram por nenhuma instância jurídica. Em fins de 1912, retornou clandestinamente ao Brasil.